# FG-15
FG-15 (別名 DFH-2 AKM SpaB-170)はHTPBを燃焼する中華人民共和国で開発された回転安定式アポジキックモーターである。中国河西化工機械公司 (同様にCASICの第六研究院としても知られる)によって東方紅2号人工衛星バスを静止軌道へ投入するために開発された。
総定格重量は580 kg (1,280 lb)でそのうち推進剤は505 kg (1,113 lb)で燃焼後の重量は75 kg (165 lb)である。平均推力は40.9 kN (9,200 lbf)で比推力は289秒で燃焼時間は35秒である。力積は1.432 MN (322,000 lbf)である。エンジンはグラスファイバー巻きの筐体、炭素/炭素ノズル内張り素材、等圧拡散ノズルと燃料の非破壊検査等の中国の一連の固体燃料産業の技術が投入された。
初期の製造コードのFG-15はDFH-2バスと共に2回飛行した。FG-15BはDFH-2A バスで使用されて5回飛行した。
| 日付       | 打上げロケット | エンジン | 射場                 | 任務                      | 結果     |
| ---------- | -------------- | -------- | -------------------- | ------------------------- | -------- |
| 1984-01-29 | 長征3号        | FG-15    | 西昌衛星発射センター | STTW-T1                   | 点火失敗 |
| 1984-04-09 | 長征3号        | FG-15    | 西昌衛星発射センター | STTW-T2                   | 成功     |
| 1986-02-02 | 長征3号        | FG-15B   | 西昌衛星発射センター | DFH-2A-T1                 | 成功     |
| 1988-03-09 | 長征3号        | FG-15B   | 西昌衛星発射センター | ChinaSatSat-1 (DFH-2A-T2) | 成功     |
| 1998-12-24 | 長征3号        | FG-15B   | 西昌衛星発射センター | DFH-2A-T3                 | 成功     |
| 1990-02-05 | 長征3号        | FG-15B   | 西昌衛星発射センター | DFH-2A-T4                 | 成功     |
| 1991-12-28 | 長征3号        | FG-15B   | 西昌衛星発射センター | ChinaSatSat-4 (DFH-2A-T5) | 点火失敗 |